# Ängås

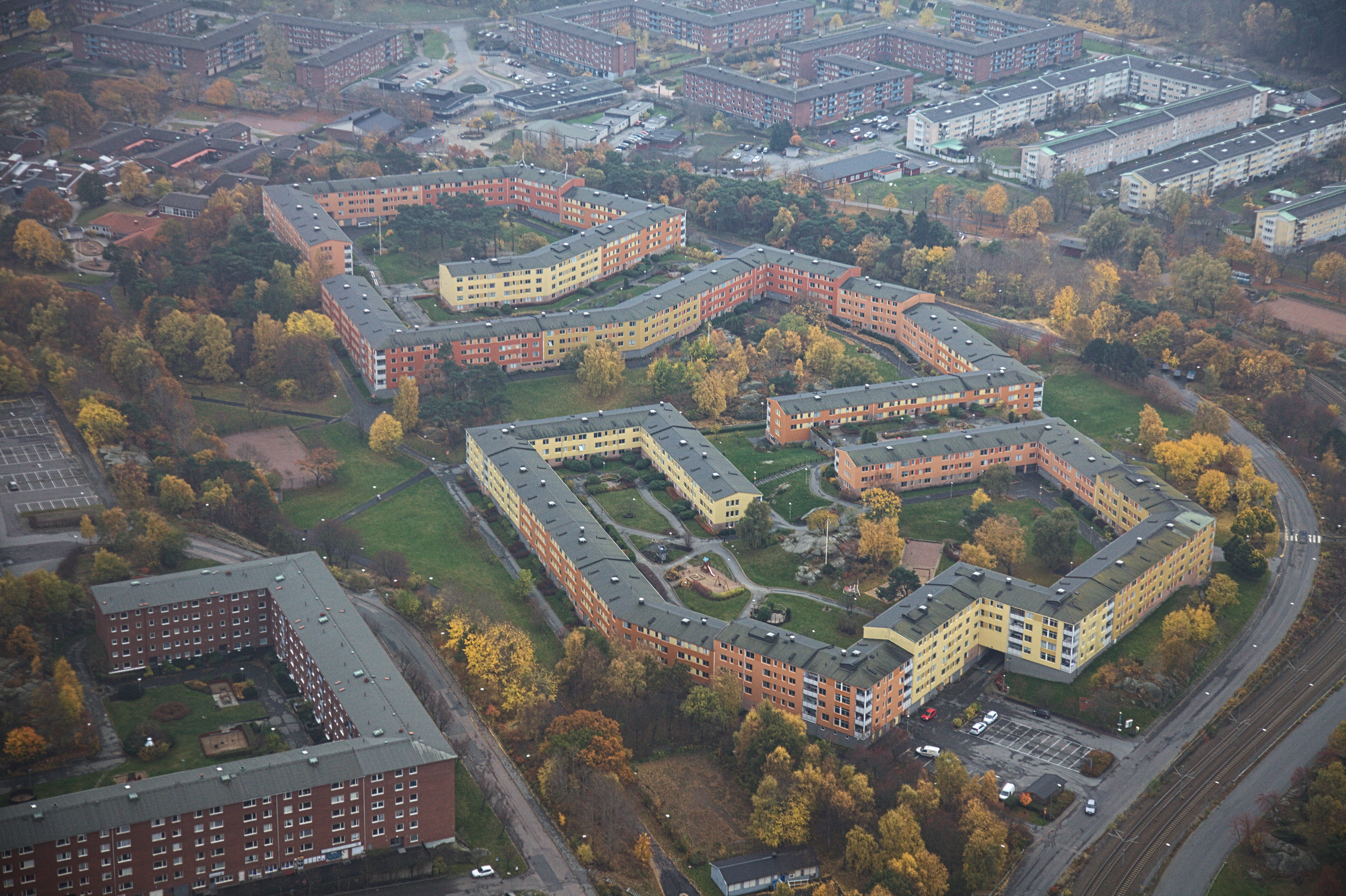
Rubingatan, en del av Ängås, mot söder 2013.

Ängås är ett primärområde i stadsområde Sydväst i Göteborgs kommun.
Primärområdet har fått sitt namn av Ängås gård, en av de mycket få ännu bevarade ursprungliga gårdarna i Västra Frölunda socken, vars huvudbyggnad är från mitten av 1700-talet.
Bostädernas upplåtelseformer idag fördelar sig på 60 procent hyresrätt, 22 procent bostadsrätt och 17 procent äganderätt. På Toftaåsgatan finns 79 radhuslägenheter med specialanpassning för rörelsehindrade och därintill ligger Toftaåsens äldreboende.
Reningsborg var stadens första moderna reningsverk, som invigdes 1954. Det lades ner 1972 och hela området ägnas nu åt återbruk, med bland annat loppmarknad och verkstäder i kristen regi. 

## Nyckeltal

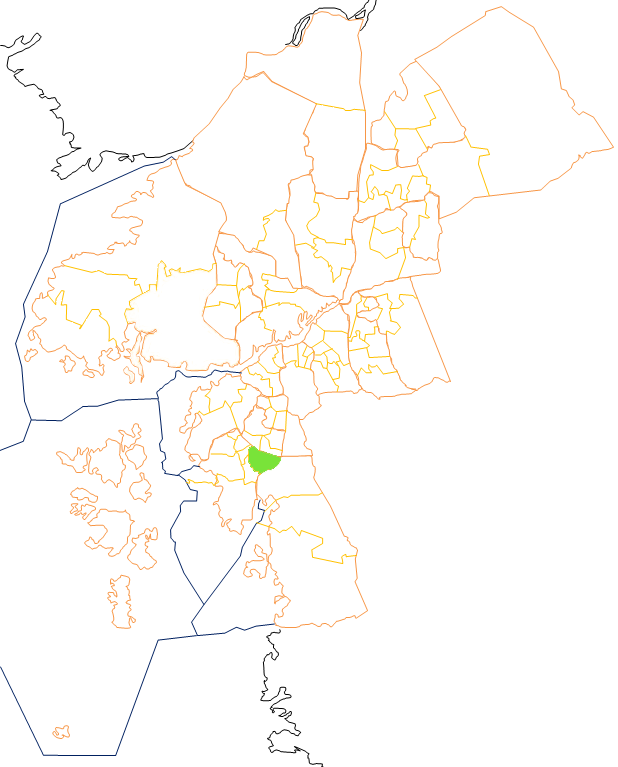

Nyckeltalen redovisar statistik som beskriver Göteborg och dess 96 delområden, primärområden, per den 31 december och kan användas för att jämföra de olika områdena. Nedan redovisas uppgifter för primärområdet och jämförelse görs mot uppgifterna för hela kommunen.
|                                                           | Ängås      | Hela Göteborg |
| --------------------------------------------------------- | ---------- | ------------- |
| Folkmängd                                                 | 4 062      | 587 549       |
| Befolkningsförändring 2020–2021                           | -34        | +4 493        |
| Andel födda i utlandet                                    | 41,3 %     | 28,3 %        |
| Andel utrikes födda eller med två utrikes födda föräldrar | 60,6 %     | 38,1 %        |
| Medelinkomst                                              | 263 500 kr | 332 400 kr    |
| Arbetslöshet                                              | 9,2 %      | 6,6 %         |
| Antal ersatta dagar från F-kassan per person (16-64 år)   | 33,6       | 19,5          |
| Andel med eftergymnasial utbildning (minst 3 år)          | 25,2 %     | 37,9 %        |
| Andel bostäder byggda 1961–1970                           | 72,0 %     |               |
| Andel bostäder i allmännyttan                             | 43,3 %     | 25,9 %        |
| Antal färdigställda bostäder 2021                         | 0          |               |
| Andel bostäder i småhus                                   | 21,3 %     | 18,3 %        |

## Stadsområdes- och stadsdelsnämndstillhörighet
Primärområdet tillhörde fram till årsskiftet 2020/2021 stadsdelsnämndsområdet Västra Göteborg och ingår sedan den 1 januari 2021 i stadsområde Sydväst.